# Уве Йонсон
У́ве Йо́нсон (нім. Uwe Johnson; 20 липня 1934, Каммин, Померанія — 22 лютого 1984, Ширнесс, Велика Британія) — німецький письменник і перекладач.

## Біографія
1944 року родина Йонсона втекла від Червоної Армії до Мекленбургу, батько був заарештований, депортований в СРСР і загинув у сталінських таборах. Родина переїхала до Гюстрова, де Йонсон закінчив школу.
Вивчав німецьку філологію в Ростоцькому (1952—1954) та Лейпцизькому університетах (1954—1956). Був виключений з університету за «політичну пасивність», потім відновлений. Східнонімецькі видавництва одне за одним відкидали його перший роман.
1956 року мати Йонсона переїхала в Західний Берлін. Через це його не приймали на роботу за фахом, тож він був змушений займатися перекладами (Г. Мелвілл, Пісня про Нібелунгів та ін.). 1959 року Йонсон і сам переїхав на захід. На той час відоме видавництво «Зуркамп» опублікувало його роман «Здогади щодо Якоба». Йонсон зблизився з «Групою 47».
У 1960-і роки подорожував, жив на стипендію в Римі, працював у США. 1974 року переїхав до Великої Британії. Переживав творчу кризу, писав мало, виступав з лекціями. У письменника стало погіршуватися здоров'я. Він збирався переїхати до Америки, вже навіть домовлявся про оренду нью-йоркської квартири з Максом Фрішем.
Йонсон помер 22 лютого 1984 року від серцевого нападу в повній самоті, тіло в сільському будиночку виявили лише 13 березня, через три тижні після смерті.

## Вибрані твори
- Mutmassungen über Jakob / Здогади щодо Якоба (1959)
- Das dritte Buch über Achim / Третя книга про Ахім (1961)
- Arsch, und andere Prosa / Карш та інша проза (1964)
- Zwei Ansichten / Дві точки зору (1965)
- Jahrestage / Річниці (4 т., 1970—1983, телесеріал 2000)
- Eine Reise nach Klagenfurt / Поїздка до Клагенфурту (1974, есе)
- Berliner Sachen, Aufsätze (1975, есе)
- Skizze eines Verunglückten (1982)